# Danh sách sultan Brunei
Sultan của Brunei là nguyên thủ quốc gia và quân chủ chuyên chế của Brunei. Ông cũng là người đứng đầu chính phủ với tư cách là Thủ tướng. Kể từ khi giành lại độc lập từ tay Anh vào năm 1984, chỉ có duy nhất đương kim Sultan đang trị vì, mặc dù thể chế hoàng gia có niên đại từ thế kỷ 14.
Sultan của Brunei có thể được coi là đồng nghĩa với sự cầm quyền của nhà Bolkiah, với hậu duệ bắt nguồn từ vị sultan thứ nhất, tạm thời bị gián đoạn bởi vị sultan thứ 14 là Abdul Hakkul Mubin lần lượt bị phế bỏ bởi một thành viên của nhà Bolkiah. Không rõ từ khi nào mà dòng họ này bắt đầu được biết đến với tên gọi 'Nhà Bolkiah' và cho dù nó được đặt theo tên của vị vua hiện tại Hassanal Bolkiah, hay là sultan thứ 5 là Bolkiah.
Danh hiệu đầy đủ của Sultan là: Bệ hạ Sultan và Yang Di-Pertuan của Brunei Darussalam.

## Danh sách Sultan
Sau đây là danh sách sultan của Brunei kể từ năm 1368:
|    | Tên gọi                             | Trị vì              | Trị vì              | Chú thích |
| Từ | Tên gọi                             | Đến                 |                     | Chú thích |
| -- | ----------------------------------- | ------------------- | ------------------- | --- |
| 1  | Muhammad Shah / Awang Alak Betatar  | 1368                | 1402                | Thành lập Hồi quốc Brunei. |
| 2  | Abdul Majid Hassan / Maharaja Karna | 1402                | 1408                | Mất ở Nam Kinh, Trung Quốc. |
| 3  | Ahmad / Awang Pateh Berbai          | 1408                | 1425                | |
| 4  | Sharif Ali                          | 1425                | 1432                | Không có mối quan hệ phả hệ trực tiếp với người tiền nhiệm, nhưng lại được chọn vì ông là con rể của vị sultan trước đó (Ahmad) và còn thành thạo giáo lý Hồi giáo. |
| 5  | Sulaiman                            | 1432                | 1485                | Con của sultan tiền nhiệm, Sharif Ali. Thoái vị để nhường ngôi sultan cho con là Bolkiah.                                                                           |
| 6  | Bolkiah                             | 1485                | 1524                | Con của sultan tiền nhiệm, Sulaiman |
| 7  | Abdul Kahar                         | 1524                | 1530                | Con của sultan tiền nhiệm, Bolkiah |
| 8  | Saiful Rijal                        | 1533                | 1581                | Cháu của sultan tiền nhiệm, Abdul Kahar. Giữa phía Brunei và Tây Ban Nha đã nổ ra cuộc Chiến tranh Castilla.                                                        |
| 9  | Shah Berunai                        | 1581                | 1582                | Con của sultan tiền nhiệm, Saiful Rijal |
| 10 | Muhammad Hassan                     | 1582                | 1598                | Người em của sultan tiền nhiệm, Shah Berunai, và là con của vị sultan thứ 8, Saiful Rijal.                                                                          |
| 11 | Abdul Jalilul Akbar                 | 1598                | 1659                | Con của sultan tiền nhiệm, Muhammad Hassan |
| 12 | Abdul Jalilul Jabbar                | 1659                | 1660                | |
| 13 | Muhammad Ali                        | 1660                | 1660                | Bị vị vua kế nhiệm Abdul Hakkul Mubin giết chết, làm dấy lên cuộc nội chiến Brunei.                                                                                 |
| 14 | Abdul Hakkul Mubin                  | 1660                | 1673                | Bắt đầu cuộc nội chiến Brunei bằng cách giết chết người tiền nhiệm Muhammad Ali, rồi sau bị cháu của Muhammad Ali là Muhyiddin giết chết và lên nối ngôi sultan.    |
| 15 | Muhyiddin                           | 1673                | 1690                | Cháu của Muhammad Ali đã báo thù cho cái chết của ông bằng cách sát hại người tiền nhiệm Abdul Hakkul Mubin, do đó kết thúc cuộc nội chiến Brunei.                  |
| 16 | Nassaruddin                         | 1690                | 1710                | |
| 17 | Hussin Kamaluddin                   | 1710                | 1730                | Trị vì lần thứ nhất |
| 18 | Muhammad Alauddin                   | 1730                | 1737                | |
| 19 | Hussin Kamaluddin                   | 1737                | 1740                | Trị vì lần thứ hai |
| 20 | Omar Ali Saifuddin I                | 1740                | 1795                | |
| 21 | Muhammad Tajuddin                   | 1795                | 1807                | |
| 22 | Muhammad Jamalul Alam I             | 1804                | 1804                | |
| 23 | Muhammad Kanzul Alam                | 1807                | 1826                | |
| 24 | Muhammad Alam                       | 1826                | 1828                | |
| 25 | Omar Ali Saifuddin II               | 1828                | 1852                | Brunei nhượng lại miền Sarawak cho James Brooke. |
| 26 | Abdul Momin                         | 1852                | 30 tháng 5 năm 1885 | Brunei nhượng lại miền đông Bắc Borneo. |
| 27 | Hashim Jalilul Alam Aqamaddin       | 30 tháng 5 năm 1885 | 10 tháng 5 năm 1906 | Vương quốc Liên hiệp Anh và Bắc Ireland thiết lập chế độ bảo hộ lên Brunei vào năm 1888.                                                                            |
| 28 | Muhammad Jamalul Alam II            | 10 tháng 5 năm 1906 | 11 tháng 9 năm 1924 | |
| 29 | Ahmad Tajuddin                      | 11 tháng 9 năm 1924 | 4 tháng 6 năm 1950  | |
| 30 | Omar Ali Saifuddien III             | 4 tháng 6 năm 1950  | 4 tháng 10 năm 1967 | Thoái vị; qua đời ngày 7 tháng 9 năm 1986. |
| 31 | Hassanal Bolkiah                    | 4 tháng 10 năm 1967 | Hiện tại            | Brunei giành lại độc lập từ Vương quốc Liên hiệp Anh và Bắc Ireland vào năm 1984.                                                                                   |

## Nghi vấn
Các ghi chép lịch sử sớm nhất về các Sultan của Brunei không được biết rõ do thiếu thốn nguồn sử liệu về lịch sử buổi đầu dựng nước của Brunei. Ngoài ra đã có một nỗ lực nhằm Hồi giáo hóa lịch sử nước này, với "chính sử" không phù hợp với nguồn thư tịch nước ngoài được kiểm chứng Batu Tarsilah - cuốn gia phả ghi chép về các triều vua của Brunei - chưa được bắt đầu mãi cho đến năm 1807. Vì vậy, phần nhiều sự diễn giải về lịch sử dựa trên các nguồn thư tịch và truyền thuyết sơ khai của Trung Quốc. Xem chừng những năm đầu của Hồi quốc Brunei lại phụ thuộc vào sự ủng hộ của Trung Quốc, và có lẽ những vị Sultan thuở ban đầu đều có gốc gác Trung Quốc. Hơn nữa những vị Sultan đầu tiên có thể đã du nhập tôn giáo ngoại lại như Hindu giáo hay Phật giáo, với tên gọi ban đầu cho thấy rõ nguồn gốc này.